# Universidade Federal de Rondônia
A Universidade Federal de Rondônia (UNIR) é uma instituição de ensino superior pública federal brasileira, localizada no estado de Rondônia. Juntamente com o Instituto Federal de Rondônia (IFRO), são as únicas universidades públicas no estado.  Foi criada em 1982 pela Lei nº 7011, de 08 de julho, após a criação do estado pela Lei Complementar nº 47, de 22 de dezembro de 1981.
Hoje, a UNIR possui oito campi, localizados nos municípios de Ariquemes, Cacoal, Guajará-Mirim, Ji-Paraná, Porto Velho, Presidente Médici, Rolim de Moura e Vilhena.
A sede administrativa da UNIR fica em Porto Velho, onde estão a Reitoria e as Pró-Reitorias de Administração (PRAD), de Graduação (PROGRAD), de Planejamento (PROPLAN) e de Pós-Graduação e Pesquisa (PROPesq).

## Histórico
A UNIR teve como precursora várias experiências de campus universitários. O primeiro destes foi o "Campus Avançado da Universidade Federal do Rio Grande do Sul" em Porto Velho (CA-UFRGS), instalado em 2 de maio de 1971. O campus era uma extensão da UFRGS fora de sua área geo-educacional, e caracterizava-se pela presença permanente de universitários e professores executando atividades que visavam o desenvolvimento da microrregião onde se estabelecia. O trabalho realizado nas áreas prioritárias definidas pelo governo militar buscava integrar e desenvolver a região. O campus inseria-se de certa forma nos objetivos do Projeto Rondon, que encontrava-se em sua segunda fase no momento da instalação.
A partir de 1976 a Universidade Federal do Pará (UFPA) e a Universidade Federal do Acre (UFAC) passam a trabalhar em conjunto na construção de "Núcleos Avançados em Educação" em vários municípios do Território Federal, sendo eles: Ariquemes, Cacoal, Guajará-Mirim, Ji-Paraná, Porto Velho, Presidente Médice, Rolim de Moura e Vilhena. Em 1976 ofertava-se: Pedagogia – Licenciatura Curta, Enfermagem, Construção Civil, Heveacultura (da borracha), Topografia e Estradas. A partir de 1979 somente a UFPA continuou a capitanear os trabalhos, ofertando também os cursos de: Geografia, Ciências – Lic. Curta, História – Lic. Plena, Ciências – Lic. Curta, Letras, Geografia, História, Matemática e Pós-graduação Lato Sensu em Pesquisa e Metodologia do Ensino Superior (a primeira pós-graduação de Rondônia).
Em 1975 é constituído a Fundação Centro de Ensino Superior de Rondônia (FUNDACENTRO), uma entidade da prefeitura municipal de Porto Velho. Ofertou inicialmente os cursos de Administração, Ciências Contábeis e Ciências Econômicas, realizando o primeiro vestibular para tal em 1980.
'Em 8 de julho de 1982 - anida no bojo da elevação do Território Federal de Rondônia á condição de estado federativo -, através da lei nº 7011 a Fundação Universidade Federal de Rondônia (UNIR) foi criada. Inicialmente a instituição foi implantada na cidade de Porto Velho, (capital do estado) através da incorporação da estrutura da FUNDACENTRO. Os cursos que estavam em funcionamento (Administração, Ciências Contábeis e ciências Econômicas) tiveram sequência.
Em 2 de março de 1983, foram absorvidos os cursos superiores oferecidos pela UFPA e pela Escola Superior de Educação Física do Pará, passando a ser geridos pela UNIR, sendo os tais: Licenciatura em Educação Física; Licenciatura em Geografia; Licenciatura em História; Licenciatura em Letras (Português e Inglês); Licenciatura em Ciências - Matemática; e Licenciatura em Pedagogia - Supervisão Escolar.
Em 1985 foram hauridos pela UNIR os últimos cursos ainda pendentes, com o encerramento das atividades da CA-UFRGS, sendo eles: Estudos Sociais, Ciências, Letras e Práticas em Artes.
Em 2008, a UNIR foi considerada pelo Ministério da Educação (MEC), como a melhor Universidade da Região Norte, graças ao seu desempenho no Índice Geral de Cursos (IGC), um indicador de qualidade das universidades, que considera os cursos de graduação e de pós-graduação, o corpo docente, a infra-estrutura e o programa pedagógico.
Em 2009, a Universidade manteve o seu nível alcançado em 2008.

## Missão, Visão e Objetivos
Missão:
Produzir e difundir conhecimento, considerando as peculiaridades amazônicas, visando ao desenvolvimento da sociedade.
Visão:
Ser referência em educação superior, ciência, tecnologia e inovação na Amazônia.
Objetivos:
1. promover a produção intelectual institucionalizada, mediante o estudo sistemático dos temas e problemas mais relevantes, tanto do ponto de vista científico e cultural, quanto regional e nacional;
2. formar profissionais que atendam aos interesses da região amazônica;
3. estimular e proporcionar os meios para criação e a divulgação científica, técnica, cultural e artística, respeitando a identidade regional e nacional;
4. estimular os estudos sobre a realidade brasileira e amazônica, em busca de soluções para os problemas relacionados com o desenvolvimento econômico e social da região;
5. manter intercâmbio com universidades e instituições educacionais, científicas, técnicas e culturais nacionais ou internacionais, desde que não afetem sua autonomia, obedecidas as normas legais superiores.[5]

## Estrutura
Sua estrutura atual é composta de:
- 08 Campi;
- 05 Núcleos no Campus de Porto Velho;
- 65 Cursos de Graduação;
- 19 Cursos de Mestrado;[6]
- 05 Cursos de Doutorado;
- 800 Professores;[3]
- 475 Técnicos-administrativos;[3]
- 628.808 Livros nas Bibliotecas;
- 110 Grupos de Pesquisa[7]

## Cursos de Pós-Graduação
- Administração (Mestrado);
- Administração Pública (Mestrado);
- Biologia Experimental (Mestrado/Doutorado);
- Ciências Ambientais (Mestrado);
- Ciências da Linguagem (Mestrado);
- Desenvolvimento Regional e Meio Ambiente (Mestrado/Doutorado);
- Direitos Humanos e Desenvolvimento da Justiça (Mestrado);
- Educação (Mestrado);
- Educação Escolar (Mestrado);
- Ensino de Ciências da Natureza (Mestrado)
- Ensino de Ciências da Saúde (Mestrado);
- Ensino de Física (Mestrado);
- Estudos Literários (Mestrado);
- Geografia - (Mestrado/Doutorado);
- História e Estudos Culturais (Mestrado);
- Letras (Mestrado);
- Matemática (Mestrado);
- Psicologia (Mestrado).

## Campis da UNIR

### Ariquemes

#### Cursos de Graduação
| Curso                   | Turno    | Habilitação  |
| ----------------------- | -------- | ------------ |
| Engenharia de Alimentos | Integral | Bacharelado  |
| Pedagogia               | Noturno  | Licenciatura |

### Cacoal

#### Cursos de Graduação
| Curso                  | Turno                | Habilitação |
| ---------------------- | -------------------- | ----------- |
| Administração          | Vespertino e Noturno | Bacharelado |
| Ciências Contábeis     | Vespertino e Noturno | Bacharelado |
| Direito                | Vespertino e Noturno | Bacharelado |
| Engenharia de Produção | Integral             | Bacharelado |

### Guajará-Mirim

#### Cursos de Graduação
| Curso              | Turno      | Habilitação  |
| ------------------ | ---------- | ------------ |
| Administração      | Noturno    | Bacharelado  |
| Gestão Ambiental   | Matutino   | Bacharelado  |
| Letras - Português | Vespertino | Licenciatura |
| Pedagogia          | Vespertino | Licenciatura |

### Campus deJi-Paraná

#### Cursos de Graduação
| Curso                         | Turno              | Habilitação                |
| ----------------------------- | ------------------ | -------------------------- |
| Educação Básica Intercultural | Integral           | Licenciatura               |
| Engenharia Ambiental          | Integral           | Bacharelado                |
| Estatística                   | Noturno            | Bacharelado                |
| Física                        | Integral e Noturno | Bacharelado e Licenciatura |
| Matemática                    | Vespertino/Noturno | Licenciatura               |
| Pedagogia                     | Vespertino         | Licenciatura               |

### Porto Velho

#### Cursos de Graduação
| Curso                 | Turno      | Habilitação                |
| --------------------- | ---------- | -------------------------- |
| Administração         | Noturno    | Bacharelado                |
| Arqueologia           | Integral   | Bacharelado                |
| Artes Visuais         | Matutino   | Licenciatura               |
| Biblioteconomia       | Noturno    | Bacharelado                |
| Ciências Biológicas   | Integral   | Licenciatura e Bacharelado |
| Ciência da Computação | Integral   | Bacharelado                |
| Ciências Contábeis    | Noturno    | Bacharelado                |
| Ciências Econômicas   | Noturno    | Bacharelado                |
| Ciências Sociais      | Noturno    | Licenciatura               |
| Direito               | Noturno    | Bacharelado                |
| Educação Física       | Matutino   | Licenciatura               |
| Enfermagem            | Integral   | Bacharelado                |
| Engenharia Civil      | Integral   | Bacharelado                |
| Engenharia Elétrica   | Integral   | Bacharelado                |
| Filosofia             | Noturno    | Licenciatura e Bacharelado |
| Física                | Vespertino | Licenciatura               |
| Geografia             | Vespertino | Licenciatura e Bacharelado |
| História              | Vespertino | Licenciatura e Bacharelado |
| Informática           | Matutino   | Licenciatura               |
| Letras - Espanhol     | Vespertino | Licenciatura               |
| Letras - Inglês       | Vespertino | Licenciatura               |
| Letras - LIBRAS       | Noturno    | Licenciatura               |
| Letras - Português    | Vespertino | Licenciatura               |
| Matemática            | Matutino   | Bacharelado                |
| Medicina              | Integral   | Bacharelado                |
| Música                | Matutino   | Licenciatura               |
| Pedagogia             | Matutino   | Bacharelado                |
| Psicologia            | Integral   | Licenciatura e Bacharelado |
| Química               | Matutino   | Licenciatura               |
| Teatro                | Matutino   | Licenciatura               |

### Presidente Médici

##### Cursos de Graduação
| Curso                             | Turno    | Habilitação |
| --------------------------------- | -------- | ----------- |
| Engenharia de Pesca e Aquicultura | Integral | Bacharelado |
| Zootecnia                         | Integral | Bacharelado |

### Campus deRolim de Moura

#### Cursos de Graduação
| Curso                | Turno      | Habilitação  |
| -------------------- | ---------- | ------------ |
| Agronomia            | Integral   | Bacharelado  |
| Educação do Campo    | Integral   | Licenciatura |
| Engenharia Florestal | Integral   | Bacharelado  |
| História             | Noturno    | Licenciatura |
| Medicina Veterinária | Integral   | Bacharelado  |
| Pedagogia            | Vespertino | Licenciatura |

### Campus deVilhena

#### Cursos de Graduação
| Curso              | Turno            | Habilitação  |
| ------------------ | ---------------- | ------------ |
| Administração      | Noturno          | Bacharelado  |
| Ciências Contábeis | Noturno          | Bacharelado  |
| Jornalismo         | Noturno          | Bacharelado  |
| Letras - Português | Noturno          | Licenciatura |
| Pedagogia          | Matutino/Noturno | Licenciatura |